# Chronik der Stadt Düren/1801–1825
Diese Liste ist eine Teilliste der Chronik der Stadt Düren. Sie listet datierte Ereignisse des ersten Viertels des 19. Jahrhunderts in Düren auf.

## 1801
- Einführung der französischen Maße und Gewichte.

## 1802
- Aufhebung der Dürener Klöster der Franziskaner, Kapuziner und Annuntiaten durch die Franzosen.

## 1805
- Düren hat 4562 Einwohner.

## 1807
- Gründung der ersten Tuchfabrik (Schoeller und Söhne) am Markt.

## 1808
- 6. Juli: Die Clemensreliquien werden aus der ehemaligen kurfürstlichen Schlosskapelle zu Bonn in die Annakirche gebracht.

## 1809
- 14. März: Erstmalige Anstellung eines Polizeikommissars in Düren.

## 1810
- Umzug der Tuchfabrik Schoeller & Söhne zum jetzigen Kaufhofgelände.
- Französisch wird als Lehrfach im Elementarunterricht eingeführt.
- Einrichtung eines Katasters.

## 1811
- Thomas Josef Heimbach gründet eine Filztuchfabrik.
- Die bestehende Feuerwehr wird nach französischem Vorbild umgeordnet.

## 1812
- Es gab im Dürener Raum 17 Papier-, 11 Tuch- und Deckenfabriken, 1 Eisenhammerwerk, 2 Walzwerke und 2 Eisengießereien.
- Das Kornhaus wird zum französischen Militärlazarett.

## 1814
- Der Dürener Industrielle Rudolf Schenkel erwirbt das Jesuitenkolleg.
- 13. Januar: Letzte französische Verwaltungsmaßnahme in Düren.
- 14.–15. Januar: Kosaken in Düren.
- 20. Januar: Preußen rücken unter Major von Lützow in Düren ein.

## 1815
- 11. Januar: Acht Dürener Bürger retten den durch Blitzschlag entzündeten Annakirchturm (6. Brand).
- 20. April: Bürgermeister Flügel verkündet auf dem Marktplatz die am 5. April vollzogene Einverleibung der Rheinlande in den Preußischen Staat.

## 1816
- 1. Mai: Der erste Dürener Landrat, Gerhard Freiherr von Lommessem (1780–1824), tritt sein Amt an.

## 1817
- Das alte Kölntor in der Kölnstraße wird abgerissen. Im gleichen Jahr wird ein neues Kölntor mit einer Wohnung gebaut.

## 1818
- 22. Juli: Freiherr von Lommessem setzt die Dauer der Annakirmes auf acht Tage fest.
- Die Einwohnerzahl der Stadt beträgt 4978.
- 1. August: Bei Franz Knoll in Düren erscheint die erste Dürener Zeitung als ‚Landräthliches Korrespondenzblatt‘, zunächst unregelmäßig.

## 1819
- Erste öffentliche Straßenbeleuchtung durch ‚Öllampen in Laternen‘ (Rüböllampen).
- 27. März: Das ‚Landräthliche Korrespondenzblatt‘ erscheint regelmäßig als Wochenblatt.
- Die im Gesetz vom 16. Mai 1816 vorgesehene Einführung der preußischen Maße und Gewichte wird durchgesetzt.

## 1820
- Die ersten Häuser werden vor die Wallanlagen gebaut.
- 27. November: Die Stadt Düren erwirbt das Kapuzinerkloster und baut es 1824–1826 zum Gymnasium um.

## 1821
- Die 1819 errichtete stadteigene Straßenbeleuchtung wird wegen der hohen Kosten aufgehoben.

## 1822
- Holz- und Obertor werden abgebrochen.
- Der Fuhrmann Weyermann stellt auf eigene Kosten das alte Muttergotteshäuschen wieder her.
- 4. März: Gründung einer Aktiengesellschaft zum Bau einer Straße von Düren nach Eschweiler.

## 1823
- In Düren gibt es 7 Tuch-, 7 Papier-, 1 Fingerhut-, 2 Decken- und 1 Flanellfabrik sowie 2 Eisenwerke und 2 Seifensiedereien.
- Bau einer Windmahlmühle (daher Straße ‚An der Windmühle‘), 1844 abgebrannt und nicht wieder aufgebaut.
- In Düren sind 1800 Arbeiter in den Tuch- und Eisenwerken beschäftigt.

## 1824
- Das Philipptor wird abgebrochen.
- Im Kornhaus wird eine Tuchfabrik in Betrieb genommen.
- Beginn des Umbaus des ehemaligen Kapuzinerklosters zum Gymnasium, Fertigstellung 1826.

## 1825
- Die 1819 errichtete Straßenbeleuchtung, 1821 außer Betrieb gesetzt, wird in den Wintermonaten wegen der öffentlichen Sicherheit wieder betrieben. Die Betreuung wird den Pächtern übertragen.
- Eröffnung des evangelischen Friedhofes in der Kölnstraße (geschenktes Gelände von Rudolf Schenkel) und Schließung des Friedhofes in der Paradiesstraße.
- 21. Juli: Landrat August Freiherr von Ripperda tritt sein Amt an.
- Erste Dampfmaschine in der Gegend.